# Carine
Carine (cyr. Царине) – wieś w Czarnogórze, w gminie Nikšić. W 2011 roku liczyła 187 mieszkańców.